# Ceren Taşçı
Ceren Taşçı (Istanbul, 15 maggio 1989) è un'attrice turca, nota per aver interpretato il ruolo di Ayhan Işık nella serie DayDreamer - Le ali del sogno (Erkenci Kuş).

## Biografia
Ceren Taşçı è nata il 15 maggio 1989 a Istanbul (Turchia), fin da piccola ha mostrato un'inclinazione per la recitazione.

## Carriera
Ceren Taşçı ha completato la sua formazione universitaria presso la facoltà d'arte e design del dipartimento teatrale della Kadir Has University di Istanbul. Nel 2016 e nel 2017 ha fatto la sua prima apparizione come attrice con il ruolo di Filiz Sarihan nella serie No: 309. Nel 2017 e nel 2018 è entrata a far parte del cast della serie Aslan Ailem, nel ruolo di Sevgi. Dal 2017 al 2019 ha ricoperto il ruolo di Oya nella serie Kadin.
Nel 2018 e nel 2019 è stata scelta per interpretare il ruolo di Ayhan Işık nella serie in onda su Star TV DayDreamer - Le ali del sogno (Erkenci Kuş) e dove ha recitato insieme ad attori come Can Yaman, Demet Özdemir, Öznur Serçeler, Anıl Çelik e Ali Yağcı. Nel 2019 ha ricoperto il ruolo di Nazgül nel film Kirk Yalan diretto da Hamdi Alkan. L'anno successivo, nel 2020, ha interpretato il ruolo di Vesile nel film Feride diretto da Ali Yorgancioglu e Zeynep Çamci. Nello stesso anno ha ricoperto il ruolo di Sümbül nella serie Kafa Doktoru.
Nel 2021 ha interpretato il ruolo di Ayse nella serie Acans. Nello stesso anno ha recitato nella serie Menajerimi Ara. Nel 2022 ha recitato nelle serie 10 Bin Adim, in Aslinda Özgürsün (nel ruolo di Semra) e in Seversin (nel ruolo di Nesrin).

## Filmografia

### Cinema
- Kirk Yalan, regia di Hamdi Alkan (2019)
- Feride, regia di Ali Yorgancioglu e Zeynep Çamci (2020)

### Televisione
- No: 309 – serie TV, 65 episodi (2016-2017)
- Aslan Ailem – serie TV, 26 episodi (2017-2018)
- Kadin – serie TV, 68 episodi (2017-2019)
- DayDreamer - Le ali del sogno (Erkenci Kuş) – serie TV, 39 episodi (2018-2019)
- Kafa Doktoru – serie TV, 9 episodi (2020)
- Acans – serie TV, 1 episodio (2021)
- Menajerimi Ara – serie TV, 1 episodio (2021)
- 10 Bin Adim – serie TV, 1 episodio (2022)
- Aslinda Özgürsün – serie TV, 8 episodi (2022)
- Seversin – serie TV, 20 episodi (2022)

## Doppiatrici italiane
Nelle versioni in italiano dei suoi film e delle sue serie TV, Ceren Taşçı è stata doppiata da:
- Francesca Rinaldi[20] in DayDreamer - Le ali del sogno[21]

## Riconoscimenti
- Pantene Golden Butterfly Awards
  - 2019: Candidata come Miglior attrice di una commedia romantica per DayDreamer - Le ali del sogno (Erkenci Kuş)

- Sadri Alisik Theatre and Cinema Awards
  - 2019: Vincitrice come Miglior attrice non protagonista in un musical o commedia